# 스에나가 마사아키
스에나가 마사아키(일본어: 末永 正昭, 1947년 9월 7일 ~ )는 일본의 전 프로 야구 선수이다. 에히메현 출신이며 현역 시절 포지션은 외야수였다.

## 인물
에히메 현립 마쓰야마 상업고등학교 시절에 2학년 에이스 니시모토 아키카즈를 앞세워 3루수 겸 2번 타자로서 1965년 하계 고시엔 예선 기타시코쿠 대회 결승에 진출했다. 다카마쓰 상업고등학교와 상대하여 니시모토와 고사카 도시히코의 투수전이 됐지만 팀이 1대 2로 석패하여 고시엔 대회 출전을 놓쳤다. 졸업 후 주오 대학에 진학하여 도토 대학 리그에서는 미야모토 유키노부 투수의 호투도 있어 1967년 춘계 리그에서 우승했다. 같은 해 전일본 대학 야구 선수권 대회의 결승전에서 게이오기주쿠 대학을 누르고 우승했다. 리그 통산 75경기 출전하여 193타수 41안타, 타율 0.212, 1홈런, 7타점을 기록했고 베스트 나인을 1회 수상했다. 대학 동기로는 미나가와 야스오, 나가이 시게오, 하기와라 야스히로 등이 있다.
대학 졸업 후 사회인 야구팀 구마가이구미에서 활약하여 1970년에 개최된 제41회 도시 대항 야구 대회에 출전했다.
1970년 드래프트 2순위로 한신 타이거스에 입단해 아마추어 굴지의 3루수로 기대되며 1971년 주니어 올스타전에도 출전했다. 같은 해 오쿠라 히데타카, 고토 가즈아키와 주전을 놓고 경쟁했지만 타격면에서 주춤하여 1973년부터는 외야수로 등록을 변경했다. 빠른 발과 호수비를 가진 선수였지만 앞에서 말한 것처럼 타격이 부족했기 때문에 주로 대주자나 수비 요원으로 출전했다. 그래서 230경기에 출전했지만 89타수에 그쳤다. 1977년을 끝으로 현역에서 은퇴했다.
이후에는 2군 매니저와 1군 매니저를 거쳐 한신 프런트에 입성해 편성부장 수석 스카우트를 맡았다.

## 상세 정보

### 출신 학교
- 에히메 현립 마쓰야마 상업고등학교
- 주오 대학

### 선수 경력
- 구마가이구미
- 한신 타이거스(1971년 ~ 1977년)

### 등번호
- 5(1971년 ~ 1977년)

### 연도별 타격 성적
| 연 도      | 소 속      | 경 기 | 타 석 | 타 수 | 득 점 | 안 타 | 2 루 타 | 3 루 타 | 홈 런 | 루 타 | 타 점 | 도 루 | 도 루 자 | 희 생 번 | 희 생 플 | 볼 넷 | 고 4 | 사 구 | 삼 진 | 병 살 타 | 타 율 | 출 루 율 | 장 타 율 | O P S |
| ---------- | ---------- | ----- | ----- | ----- | ----- | ----- | ------- | ------- | ----- | ----- | ----- | ----- | -------- | -------- | -------- | ----- | ---- | ----- | ----- | -------- | ----- | -------- | -------- | ----- |
| 1971년     | 한신       | 22    | 21    | 20    | 1     | 4     | 0       | 0       | 0     | 4     | 0     | 1     | 1        | 0        | 0        | 1     | 0    | 0     | 8     | 0        | .200  | .238     | .200     | .438  |
| 1972년     | 한신       | 24    | 16    | 13    | 5     | 2     | 0       | 1       | 0     | 4     | 0     | 0     | 2        | 0        | 0        | 2     | 0    | 1     | 3     | 0        | .154  | .313     | .308     | .620  |
| 1973년     | 한신       | 48    | 15    | 15    | 12    | 1     | 0       | 0       | 0     | 1     | 0     | 3     | 0        | 0        | 0        | 0     | 0    | 0     | 8     | 0        | .067  | .067     | .067     | .133  |
| 1974년     | 한신       | 11    | 12    | 12    | 2     | 3     | 0       | 1       | 1     | 8     | 3     | 0     | 0        | 0        | 0        | 0     | 0    | 0     | 1     | 0        | .250  | .250     | .667     | .917  |
| 1975년     | 한신       | 67    | 20    | 16    | 12    | 3     | 0       | 0       | 0     | 3     | 1     | 4     | 3        | 3        | 0        | 1     | 0    | 0     | 5     | 0        | .188  | .235     | .188     | .423  |
| 1976년     | 한신       | 59    | 14    | 13    | 14    | 4     | 0       | 0       | 0     | 4     | 0     | 9     | 1        | 1        | 0        | 0     | 0    | 0     | 4     | 1        | .308  | .308     | .308     | .615  |
| 통산 : 6년 | 통산 : 6년 | 231   | 98    | 89    | 46    | 17    | 0       | 2       | 1     | 24    | 4     | 17    | 7        | 4        | 0        | 4     | 0    | 1     | 29    | 1        | .191  | .234     | .270     | .504  |